# 斯尔詹·克里姆
斯尔詹·克里姆（發音：[sr̩'ɟan kɛ'rim]；1948年12月12日—），马其顿政治家、外交家、经济学家，曾任南斯拉夫马其顿共和国对外经济关系部长（1986年-1989年）、马其顿共和国外交部长（2000年-2001年）等。 